# Морозова Катерина Борисівна
Морозова Катерина Борисівна (нар. 19 січня 1981) — українська веслувальниця, майстер спорту України міжнародного класу. Бронзова призерка літніх Паралімпійських ігор 2012 року.
Займається академічним веслуванням в Дніпропетровському обласному центрі «Інваспорт».